# 샌와킨주머니생쥐
샌와킨주머니생쥐 또는 살리나스주머니생쥐(Perognathus inornatus)는 주머니생쥐과에 속하는 설치류의 일종이다. 미국 캘리포니아주의 토착종으로 사막과 준사막 서식지에서 산다.